# Iszu állomás
Iszu (Isu) állomás a szöuli metró 4-es és 7-es vonalának állomása, mely Szöul Tongdzsak-ku (Dongjak-gu) kerületében található. Cshongsin (Chongshin) Egyetem állomás néven is ismert; a 4-es metró ezt az állomásnevet használja, míg a 7-es vonalon Iszu (Isu) néven regisztrálták.

## Viszonylatok
| 4-es vonal                                    | 4-es vonal                | 4-es vonal                                                      |
| --------------------------------------------- | ------------------------- | --------------------------------------------------------------- |
| Tongdzsak (Dongjak) Tanggoge (Danggogae) felé | személy- és expresszvonat | Szadang (Sadang) Anszan (Ansan) és Oido felé                    |
| 7-es vonal                                    |                           |                                                                 |
| Nebang (Naebang) Csangam (Jangam) felé        |                           | Namszong (Namseong) Puphjong-ku cshong (Bupyeong-gu chong) felé |